# Fjällbröstad bulbyl
Fjällbröstad bulbyl (Rubigula squamata) är en fågel i familjen bulbyler inom ordningen tättingar.

## Utseende och läte
Fjällbröstad bulbyl är en praktfull och omisskännlig fågel, med svart huvud, olivgula vingar, vit strupe och svartfjällig vit undersida. Olikt många bulbyler är sången livfull, med spridda ljusa tjirpande, tjippande, visslande och drillande ljud.

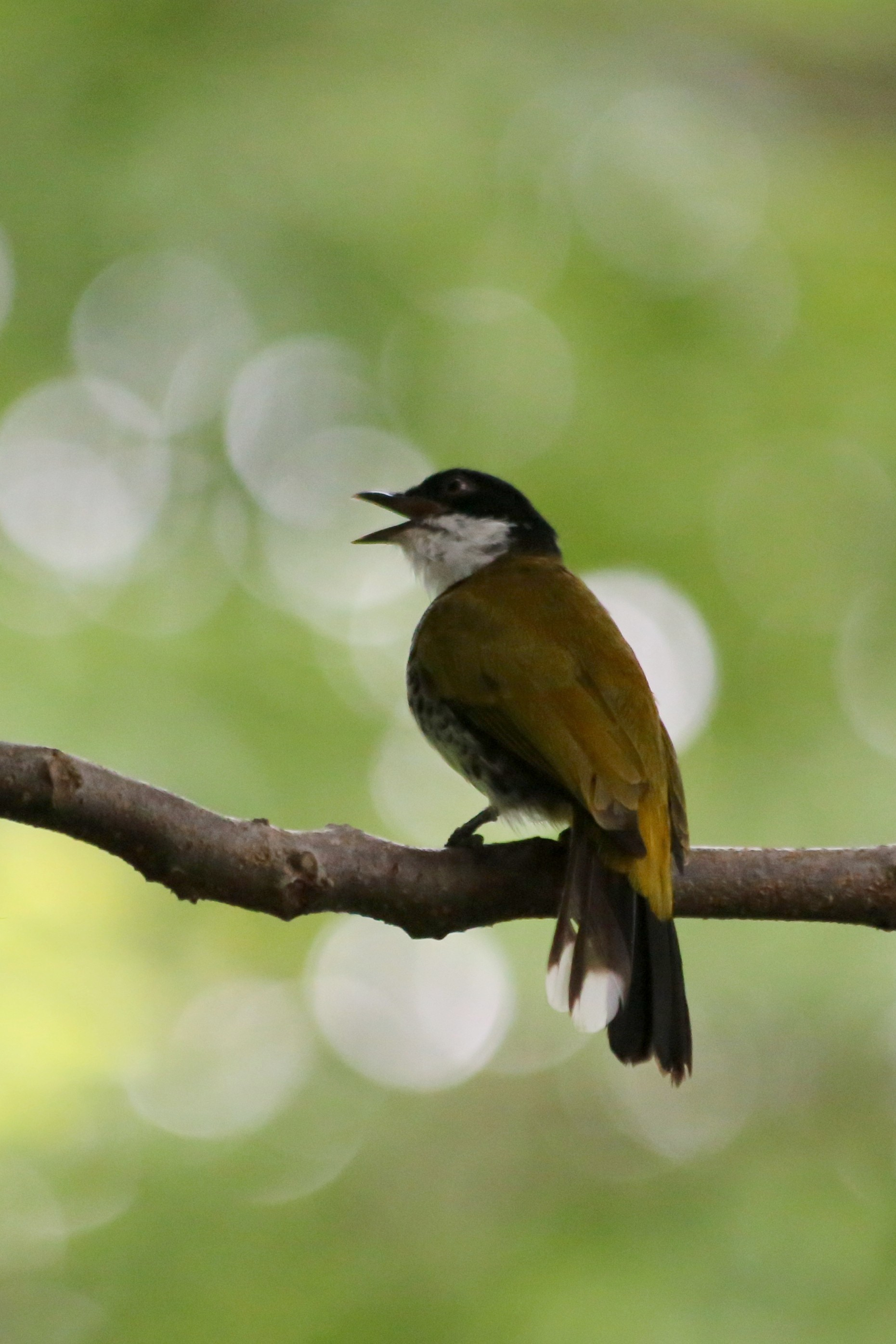

## Utbredning och systematik
Fjällbröstad bulbyl delas in i tre underarter med följande utbredning:
- squamata – förekommer på västra och centrala Java
- weberi – förekommer i södra Myanmar, på Malackahalvön, i Malaysia och på Sumatra
- borneensis – förekommer på Borneo

### Släktestillhörighet
Arten placerades tidigare i släktet Pycnonotus. DNA-studier visar att Pycnonotus dock är parafyletiskt visavi Spizixos.

## Levnadssätt
Fjällbröstad bulbyl hittas företrädesvis i städsegrön lövskog i lägre bergstrakter, endast undantagsvist och mycket lokalt i låglänta områden. Den kan dock företa lokala rörelser. Fågeln födosöker efter frukt i träden på medelhög nivå upp till trädtaket.

## Status och hot
Arten har ett stort utbredningsområde, men tros minska i antal, dock inte tillräckligt kraftigt för att den ska betraktas som hotad. Internationella naturvårdsunionen IUCN listar därför arten som nära hotad (LC).